# Thladiantha medogensis
Thladiantha medogensis är en gurkväxtart som beskrevs av An Min g Lu och J.Q. Li. Thladiantha medogensis ingår i släktet berggurkor, och familjen gurkväxter. Inga underarter finns listade i Catalogue of Life.